# Nicolaus Michael Oppel
Nicolaus Michael Oppel, nemški naravoslovec, * 7. december 1782, † 16. februar 1820, Schönficht, današnji Smrkovec, Češka.
Kot študent je bil asistent profesorju Dumérilu (1774–1860) v pariškem Muzeju naravne zgodovine, kjer je urejal zbirko in klasificiral vrste plazilcev. Leta 1811 je izdal knjigo z naslovom Die Ordnungen, Familien und Gattungen der Reptilien als Prodrom einer Naturgeschichte derselben, v kateri je klasificiral red Squamata, pa tudi družine Cheloniidae, Colubridae, poddružino Crotalinae, pa tudi več rodov, ki se še danes uporabljajo pri znanstveni klasifikaciji živih bitij.
Skupaj s Friedrichom Tiedmannom (1781–1861) in Josephom Liboschitzem (1783–1824) je napisal knjigo Naturgeschichte der Amphibien (Razvoj dvoživk).